# Festiwal Filmowy w Tampere
Festiwal Filmowy w Tampere (fiń. Tampereen elokuvajuhlat) – festiwal filmów krótkometrażowych, odbywający się co roku w marcu w fińskim mieście Tampere. Jest to festiwal akredytowany przez FIAPF.

## Historia
Pierwsza edycja imprezy odbyła się w dniach 28 lutego – 2 marca 1969 roku. Głównym pomysłodawcą oraz założycielem festiwalu był Ilkka Kalliomäki, wówczas młody entuzjasta kina i student.
W 1996 nagrodę Grand Prix zdobył Mariusz Malec za Cichą przystań.
W 2006 roku w festiwalu uczestniczyło ponad 30 000 osób.